# Дрновице (футбольный клуб)
«Дрновице» — чешский футбольный клуб из одноимённого городка, в настоящий момент прекратил своё существование. Клуб основан в 1932 году, домашние матчи проводил на стадионе «Спортовни ареал», вместимостью 6 616 зрителей. Клуб являлся призёром чемпионата Чехии и два раза выходил в финал национального кубка.

## История

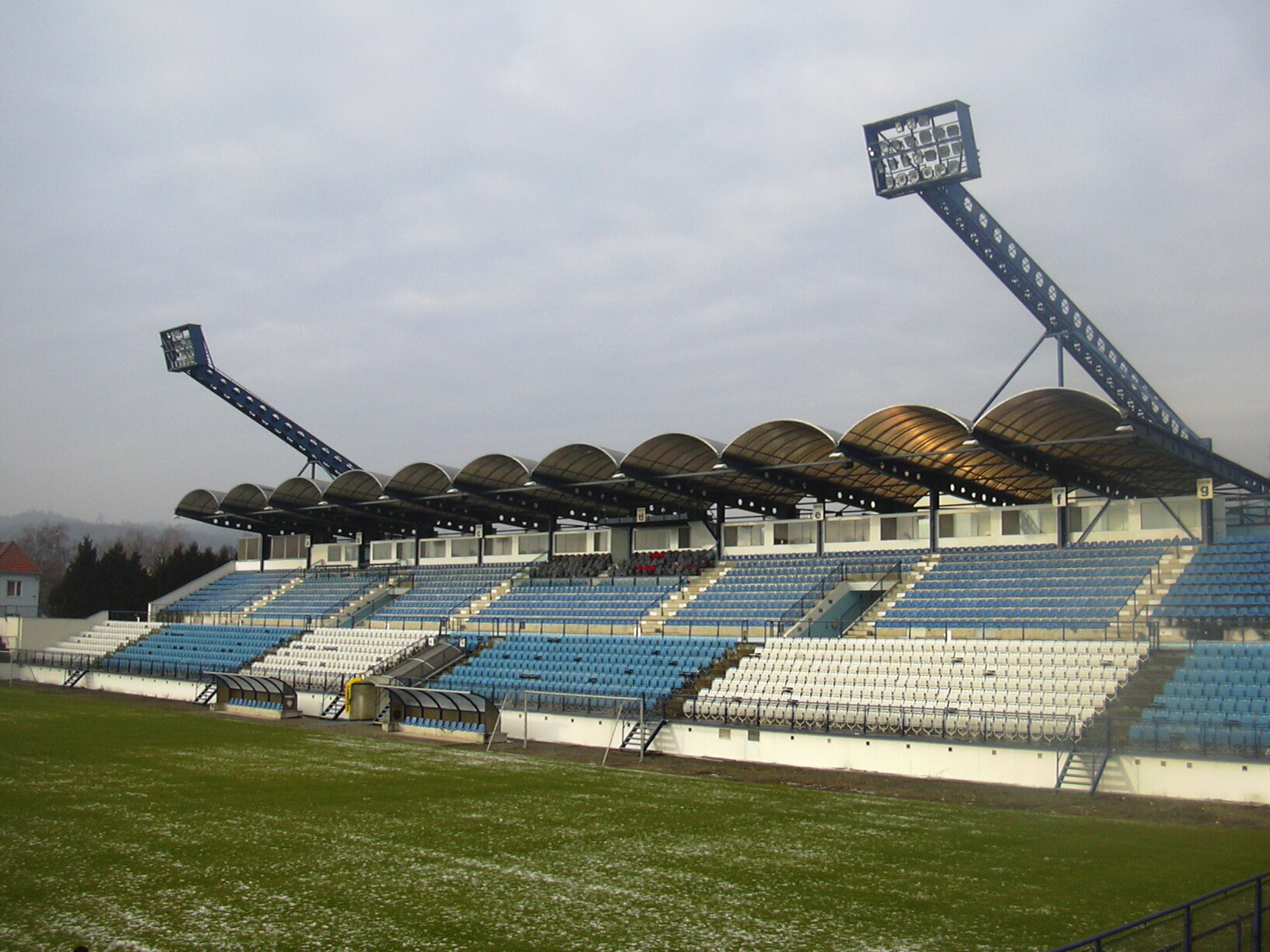
Стадион клуба

Клуб «Дрновице» представлял городок с населением около 2 000 человек и до середины 80-х годов 20-го века был никому не известен и играл в низших региональных лигах. Для клуба все изменилось когда его руководителем в 1982 году стал Ян Готвальд, он поставил перед клубом амбициозные задачи и преступил к их выполнению. В тот период клуб практически каждый сезон завершал повышением в вышестоящую лигу, за 10 лет пройдя путь от 8-й до 2-й по силе лиг Чехословакии. В 1993 году после распада Чехословакии и образования чемпионата Чехии «Дрновице» впервые в своей истории получил право выступать в высшей лиге страны. В 1994 году Готвальд, будучи не в состоянии в одиночку обеспечивать возросшие, в связи с переходом на высший уровень, финансовые аппетиты клуба продал его нефтехимической компании «Хемапол», при этом он фактически остался одним из руководителей клуба. Новым владельцем клуба в Дрновице был построен новый стадион, ставший одним из лучших в Чехии, на нём один из товарищеских матчей в 1999 году провела сборная Чехии, выиграв в нём у сборной Швейцарии со счётом 3:0. Со временем Готвальд потерял своё влияние в клубе и после ряда разногласий с новыми владельцами покинул его в 1998 году. Лишившись своего создателя и вдохновителя, клуб потерял и свою удачу, уже на следующий год компания «Хемапол» обанкротилась и была вынуждена продать клуб компании «Перспорт», которая в свою очередь перепродала её прежнему владельцу, Яну Готвальду. Возвращение Готвальда клуб ознаменовал третьим место в чемпионате Чехии, это стало лучшим результатом в истории клуба, этот успех позволил клубу принять участие в розыгрыше Кубка УЕФА 2000/01, в котором он пройдя через квалификационный раунд уступил первом раунде в упорной борьбе немецкому клубу «Мюнхен 1860». Но Готвальду не под силу было содержать столь сильный клуб и он вскоре был вынужден его продать малоизвестной компании «Коримекс», при этом он был обвинён в финансовых махинациях и заключён под стражу, а клуб был вследствие возросших финансовых проблем был вынужден распродать практически всех своих игроков и был переведён в третью лигу. В 2003 году остатки развалившегося по сути клуба были приобретены компанией «Гаримонди» которая передала его в управление освобождённому под залог Готвальду. Готвальд вновь рьяно взялся за дело и за два сезона вновь вывел команду в высшую лигу, после этого клуб был приобретён швейцарской фирмой «Санстоун», но та не смогла найти инвесторов для клуба и была вынуждена вновь продать клуб Яну Готвальду, но тому то же не удалось найти спонсоров и в 2005 году клуб вылетел из высшего дивизиона, а в 2006 году окончательно обанкротился и прекратил существование. Уже на следующий год ряд бывших игроков клуба решили возродить команду, и новая команда начала свои выступления с самого низшего уровня, последовательно выиграв несколько турниров в настоящий момент «Дрновице» прекратил своё существование.   

## Выступление в еврокубках
| Сезон   | Турнир     | Раунд |                           | Клуб        | Счёт     |
| ------- | ---------- | ----- | ------------------------- | ----------- | -------- |
| 2000/01 | Кубок УЕФА | Q     | Флаг Боснии и Герцеговины | Будучность  | 3-0, 1-0 |
|         |            | 1R    | Флаг Германии             | Мюнхен 1860 | 0-0, 0-1 |

## Достижения
- Бронзовый призер чемпионата Чехии: 1999/00
- Финалист Кубка Чехии: 1996, 1998.

## Сезоны
| Уровень/Сезон | 82/83 | 83/84 | 84/85 | 85/86 | 86/87 | 87/88 | 88/89 | 89/90 | 90/91 | 91/92 | 92/93 | 93/94 | 94/95 | 95/96 | 96/97 | 97/98 | 98/99 | 99/00 | 00/01 | 01/02 | 02/03 | 03/04 | 04/05 | 05/06 |
| Уровень 1     |       |       |       |       |       |       |       |       |       |       |       | 10.   | 6.    | 5.    | 7.    | 9.    | 11.   | 3.    | 7.    | 15.   |       |       | 8.    |       |
| Уровень 2     |       |       |       |       |       |       |       |       | 14.   | 6.    | 2.    |       |       |       |       |       |       |       |       |       |       | 2.    |       |       |
| Уровень 3     |       |       |       |       |       | 4.    | 9.    | 1.    |       |       |       |       |       |       |       |       |       |       |       |       | 1.    |       |       |       |
| Уровень 4     |       |       |       |       | 1.    |       |       |       |       |       |       |       |       |       |       |       |       |       |       |       |       |       |       |       |
| Уровень 5     |       |       |       | 1.    |       |       |       |       |       |       |       |       |       |       |       |       |       |       |       |       |       |       |       |       |
| Уровень 6     |       | 5.    | 1.    |       |       |       |       |       |       |       |       |       |       |       |       |       |       |       |       |       |       |       |       |       |
| Уровень 7     | 1.    |       |       |       |       |       |       |       |       |       |       |       |       |       |       |       |       |       |       |       |       |       |       |       |

## Известные футболисты
- Владимир Вайсс
- Марек Шпилар
- Эрих Брабец
- Ян Голенда
- Зденек Грыгера
- Радек Друлак
- Мирослав Кадлец
- Любош Кубик
- Эдвард Ласота
- Ладислав Майер
- Томаш Поштулка
- Ярослав Шилхавый

## Известные тренеры
- Ян Коцян
- Карел Брюкнер
- Франтишек Комняцкий